# Campionati mondiali di maratona canoa/kayak 2013
I Campionati mondiali di maratona canoa/kayak 2013 sono stati la 21ª edizione della manifestazione. Si sono svolti a Copenaghen, in Danimarca tra il 20 e il 22 settembre 2013.

## Medagliere
| Pos.   | Paese     | Oro | Argento | Bronzo | Totale |
| ------ | --------- | --- | ------- | ------ | ------ |
| 1      | Spagna    | 2   | 4       | 0      | 6      |
| 2      | Ungheria  | 2   | 1       | 3      | 6      |
| 3      | Sudafrica | 1   | 0       | 0      | 1      |
| 3      | Danimarca | 1   | 0       | 0      | 1      |
| 5      | Rep. Ceca | 0   | 1       | 1      | 2      |
| 6      | Francia   | 0   | 0       | 1      | 1      |
| 6      | Italia    | 0   | 0       | 1      | 1      |
| Totale | Totale    | 6   | 6       | 6      | 18     |

## Podi

### Uomini
| Evento | Oro                                    | Perform.  | Argento                                         | Perform. | Bronzo                             | Perform. |
| Canoa  |                                        |           |                                                 |          |                                    |          |
| C-1    | Márton Kövér                           | 2h03'22"" | Manuel Antonio Campos                           | 2h03'51" | Tamás Kiss                         | 2h06'35" |
| C-2    | Spagna Óscar Graña Ramón Ferro         | 1h55'35"  | Spagna Manuel Antonio Campos Diego Romero Fraga | 1h55'36" | Ungheria Márton Kövér Attila Györe | 1h55'58" |
| K-1    | Hank Mcgregor                          | 2h10'34"  | Iván Alonso Lage                                | 2h10'39" | Cyrille Carré                      | 2h10'42" |
| K-2    | Spagna Iván Alonso Lage Emilio Merchán | 2h00'59"  | Spagna Walter Bouzán Álvaro Fernández Fiuza     | 2h01'13" | Ungheria Bálint Noé Milan Noé      | 2h02'54" |

### Donne
| Evento | Oro                                               | Perform. | Argento                             | Perform. | Bronzo                                | Perform. |
| Canoa  |                                                   |          |                                     |          |                                       |          |
| K-1    | Renáta Csay                                       | 2h01'26" | Anna Adamová                        | 2h02'34" | Stefania Cicali                       | 2h04'44" |
| K-2    | Danimarca Henriette Engel Hansen Jeanette Løvborg | 1h53'49" | Ungheria Alexandra Bara Renata Csay | 1h54'22" | Rep. Ceca Lenka Hrochovä Anna Adamová | 1h54'33" |